# Cantone di Naranjal
Il Cantone di Naranjal è un cantone dell'Ecuador che si trova nella Provincia del Guayas.
Il capoluogo del cantone è Naranjal.